# Federico Bonazzoli
Federico Bonazzoli (* 21. Mai 1997 in Manerbio) ist ein italienischer Fußballspieler, der aktuell bei der US Cremonese unter Vertrag steht.

## Spielweise
Bonazzoli ist Linksfuß und kommt aufgrund seiner Kopfball- sowie Abschlussstärke im Sturmzentrum zum Einsatz. Mit 192 Zentimetern ist Bonazzoli kräftig gebaut, besitzt dennoch eine recht hohe Schnelligkeit, sodass er auch auf die Flügel ausweichen oder als Hängende Spitze agieren kann.

## Karriere

### Im Verein
Bonazzoli wurde 1997 in Manerbio in der Provinz Brescia geboren. Im Alter von vier Jahren begann er mit dem Fußballspielen in der Nachbargemeinde Ghedi. Nach zwei Jahren in Ghedi wurde er in die renommierte Jugendakademie von Atalanta Bergamo aufgenommen, die er 2004 – nach nur einem Jahr – jedoch wieder verließ, und in die Jugendabteilung von Inter Mailand wechselte. In dieser durchlief er bis 2014 sämtliche Juniorenmannschaften.
Seine erste Erfahrung im Profikader der Nerazzurri machte Bonazzoli im Alter von 16 Jahren, als er am 4. Dezember 2013 beim 3:2-Erfolg über Trapani Calcio in der 4. Runde der Coppa Italia 2013/14 für Ishak Belfodil eingewechselt wurde. Bis zu seinem nächsten Einsatz in der Profimannschaft dauerte es bis zum 18. Mai 2014: Bei der 1:2-Niederlage gegen Chievo Verona wurde erneut eingewechselt und absolvierte so sein Serie-A-Debüt, mit dem er zum zweitjüngsten Ligaspieler Inter Mailands wurde. Im Sommer unterschrieb Bonazzoli dann seinen ersten Profivertrag für Inter, der bis zum 30. Juni 2017 läuft, und wurde somit in den Profikader übernommen.
Am 2. Februar 2015 wurde Bonazzoli von Sampdoria Genua unter Vertrag genommen. Er spielt die Saison 2014/15 allerdings auf Leihbasis bei Inter zu Ende. 2015 kehrte er zu Sampdoria zurück, kam in der Hinrunde der Saison 2015/16 allerdings nur zu vier Kurzeinsätzen, weshalb er in der Rückrunde an Virtus Lanciano verliehen wurde. Auch 2016/17 wurde er erneut in die Serie B verliehen, diesmal zu Brescia Calcio. Nach seiner Rückkehr zu Sampdoria im Sommer 2017 absolvierte er eine Partie in der Serie A, wurde aber an den Ligakonkurrenten SPAL Ferrara verliehen. Danach folgte eine Leihe zu Calcio Padova und schließlich eine Leihe zum FC Turin. Dem schloss sich eine einjährige Leihe zur US Salernitana an, die ihn anschließend im Sommer 2022 fest verpflichtete. Für die Saison 2023/24 wechselte er per Leihe mit Kaufoption zu Hellas Verona. Nach der Leihe wechselte Bonazzoli im Sommer 2024 in die Serie B zur US Cremonese.

### In der Nationalmannschaft
Bonazzoli wurde am 21. Februar 2012 erstmals für die U-15-Juniorennationalmannschaft Italiens eingesetzt und kam innerhalb eines Jahres auf fünf Treffer bei neun Einsätzen. 2012 wurde er zudem auch einmalig in einer Partie der U-16-Auswahl eingesetzt, in der auf Anhieb traf. Im Oktober 2012 gelang ihm sogar der Sprung in die U-17-Nationalmannschaft, für die ab diesem Zeitpunkt dauerhaft aktiv war. 2013 wurde er zusätzlich zur U-17-Auswahl auch in zwei Spielen der U-18-Nationalmannschaft eingesetzt, in denen er einen Treffer erzielen konnte. Bis 2014 lief Bonazzoli in insgesamt 22 Partien für die U-17 auf, in denen er neun Tore schoss. Sein Debüt für die U-19-Nationalmannschaft gab er am 13. August 2014 bei der 1:2-Niederlage gegen Kroatien, bei der nach seiner Einwechslung ein Tor erzielte. Seither läuft Bonazzoli regelmäßig für die U-19-Auswahl auf.
Mit lediglich 17 Jahren wurde er für das Freundschaftsspiel der U-21-Nationalmannschaft gegen Dänemark am 17. November 2014 von Trainer Luigi Di Biagio nominiert. Bei diesem kam er für die Azzurrini sogar zum Einsatz, sodass er zum jüngsten je eingesetzten Spieler der U-21-Auswahl wurde.